# جیمز ادوارد ماسو وست
جیمز ادوارد ماسو وست (انگلیسی: James Edward Maceo West؛ زادهٔ ۶ فوریهٔ ۱۹۳۱) دانشمند در زمینه فیزیک اهل ایالات متحده آمریکا است.
وی همچنین برندهٔ جوایزی همچون مدال ملی فناوری و نوآوری و نشان بنجامین فرانکلین شده‌است.